# الفوج الوطني لمجابهة الإرهاب
الفوج الوطني لمجابهة الإرهاب وسابقا الفوج الوطني لمجابهة وقمع الإرهاب (بالفرنسية: Brigade antiterrorisme أو اختصار BAT)‏ كما يسمون أيضا بالنمور السود (Tigres Noirs).

هي فرقة أمنية مختصة تابعة للأمن الوطني التونسي التابع لوزارة الداخلية. يعد الفوج وحدة النخبة في الشرطة التونسية حيث تجند أفضل العناصر من الشرطة الوطنية وتمتلك أكثر الأسلحة والتجهيزات تطورا.

يتخصص فوج مجابهة الإرهاب في العمليات شبه العسكرية خلال الحالات الخطيرة والأزمات الأمنية القصوى كحالات اختطاف رهائن أو القضاء على الجريمة المنظمة، وعموما في الحالات التي تشكل تهديدا كبيرا على الأمن العام.

يقع مقر فوج مجابهة الإرهاب في مقر الإدارة العامة لوحدات التدخل ببوشوشة في تونس. كما أن له معسكر للتدريب بولاية باجة.

تعتبر المعايير الخاصة للانضمام إلى هذه الوحدة من أكثر المعايير صرامة وصعوبة حيث يحتاج المتقدم لاختبار الانضمام إلى لياقة بدنية عالية بالإضافة إلى الاختبارات الطبية والنفسية والعقلية.

خلال الثورة التونسية ظهرت تحركات فوج مجابهة الإرهاب بكثافة من خلال حملات التمشيط وملاحقة الميليشيات المسلحة وعصابات السطو التي انتشرت بكثافة عقب سقوط نظام بن علي.
كما مكنتها التحديات الأمنية التي برزت بعد الثورة من خوض العديد من المهام بنسبة نجاح كاملة متبؤة مراتب متقدمة ضمن القوات الخاصة الأفضل في العالم.

## تاريخ الفوج
أنشئ الفوج في سنة 1977 بعد تنامي التهديدات الارهابية في تونس مثل حادثة اختطاف طائرة تابعة للخطوط البريطانية من مطار دبي نحو مطار تونس قرطاج الدولي، وحاثة احتجاز رهائن في السفارة البلجيكية بتونس سنة 1976.

منذ إنشائه حتى 14 جانفي 2011 (أي خلال 34 سنة من الخدمة) لم يتدخل الا في ست عمليات منها:
- في 14 جانفي 2011 وبعد فرار بن علي نحو السعودية قامت فرقة تابعة لفوج مجابهة الإرهاب بالإضافة إلى فرقة تابعة للوحدة المختصة للحرس الوطني وعناصر من وحدات التدخل السريع بإلقاء القبض على 38 فرد من عائلتي الطرابلسي وبن علي (كان من بينهم عماد الطرابلسي ومنصف الطرابلسي) عندما حاولوا الهروب من البلاد عبر مطار تونس قرطاج.

وفي سنة 1985 تم إرسال فريق من نخبة الوحدة إلى مدينة عين دراهم بالشمال الغربي التونسي للإشراف على تكوين أول دورة مشتركة اختصاص طلائع درجة أولي لتكوين أعوان شرطة وحرس وطني وسجون وإصلاح واثر تخرج هذه الدورة وقع تكوين أول نوات وبعث فرقة مقاومة الإرهاب التابعة لإدارة الشرطة التي تدعي الآن BAT وعين على رأسها محافظا يدعي بلقاسم صنطح والذي أصبح مهوسا بقدرات الوحدة المختصة ومحاولا جاهدا التألق إلى مستوي هذه الوحدة المذكورة مع احترامه الشديد لها والذي لا ينفي أمام العام والخاص عن نجاعتها وقدرتها وان فرقته لا تزال حديثة الولادة ولا تضاهي قدرات الوحدة المختصة فنيا وتكتيكيا وعمليا ولا يمر محفل في وزارة الداخلية التي يسيطر عليها كليا مديرو الشرطة الا ولا تترك فرقة مقاومة الإرهاب التابعة للشرطة الفرصة بتاتا لتقليد أي شي تقوم به الوحدة المختصة التابعة للحرس الوطني تاركة ورائها نقطة استفهام كبيرة لفرقة الشرطة وهذا يرجع للحنكة الكبيرة في القيادة والسيطرة لرئيسها المؤوسس الأول لنخبة الوحدة المختصة للحرس الوطني العقيد محمد المحمودي.

## قادة الفرقة
- 1977 - 1978: المفوض بشير بوعصيدة.
- 1977 - 1987: المفوض الجنرال بلقاسم سنطح.
- 1987 - 1997: الملازم العقيد تومي الصغير.
- 1997 - 2007: الملازم العقيد عماد الغضباني.
- 2007 - 2011: الملازم العقيد سمير الترهوني.
- 2011 - 2016: الملازم العقيد محمد السبتي العرفاوي.
- 2016 - الآن: القائد وجدي وزع.

## مقالات ذات صلة
- إدارة وحدات مكافحة الإرهاب (تونس)
- الوحدة المختصة للحرس الوطني

## روابط خارجية
- عملية إيقاف عائلة الطرابلسي وبن علي من قبل الفوج إثر الثورة التونسية على يوتيوب.